# Giacomo Ceconi

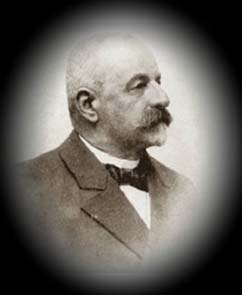
Giacomo Ceconi

Giacomo Ceconi, Edler von Monteconi,  (* 29. September 1833 in Vito d’Asio; † 18. Juli 1910 in Udine) war ein italienisch-österreichischer Bauunternehmer und Eisenbahnpionier.

## Leben und Werk
Ceconi, der aus ärmlichen Verhältnissen stammte, besuchte in Triest eine Abend- und Sonntagsschule einer Kunst- und Gewerbeschule. Er arbeitete zunächst als Maurer und gründete dann ein Bauunternehmen, das zahlreiche Projekte im Eisenbahnbau realisierte.

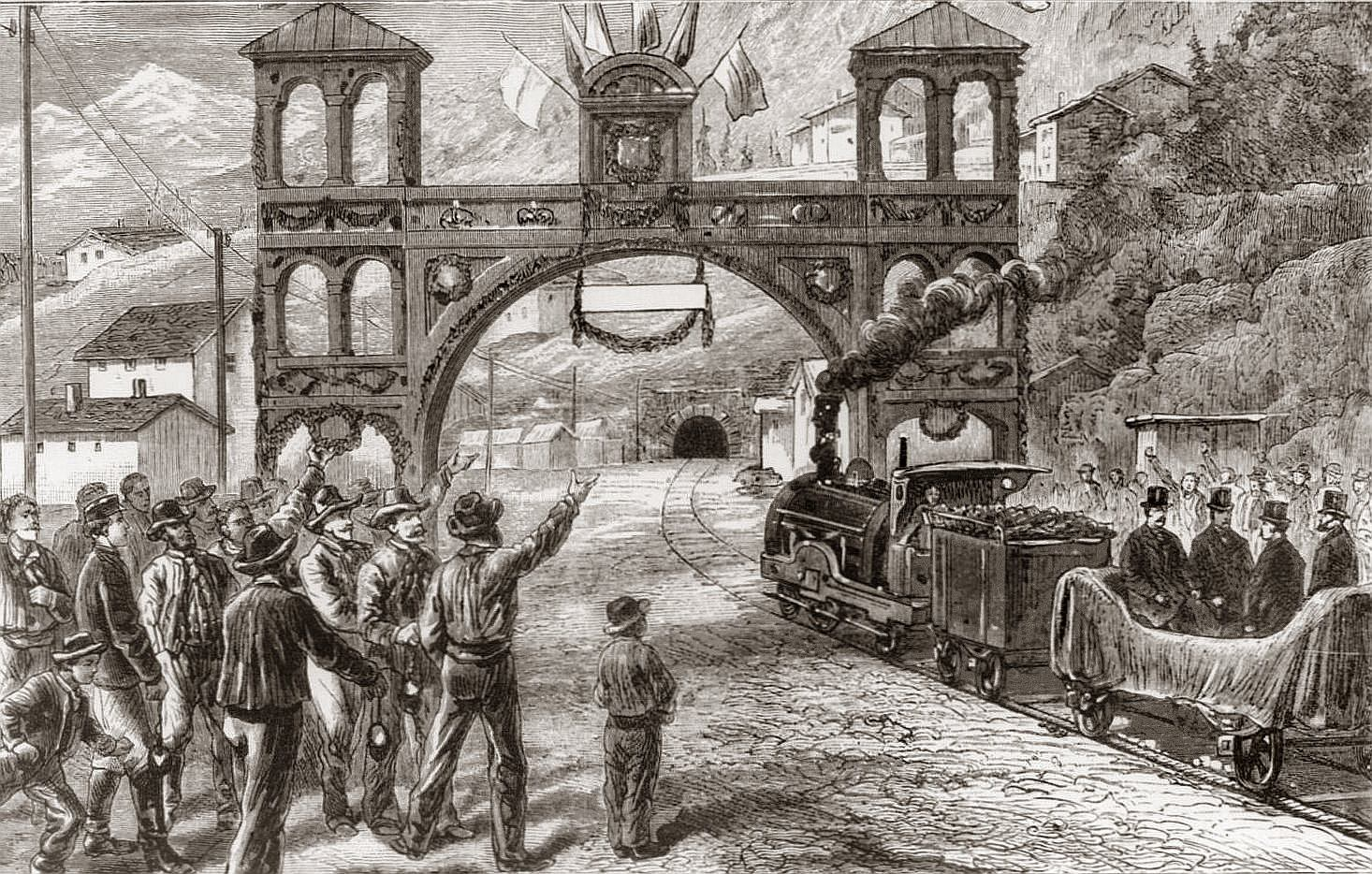
Eröffnung der Arlbergtunnels 1884

Sein erster wichtiger Auftrag war die Fertigstellung der Eisenbahnlinie zwischen Klagenfurt und Maribor. In der Folge war er beteiligt u. a. am Bau des Eisenbahnviadukts von Borovnica, bei der Brennerbahn (u. a. Bahnhöfe Sterzing, Gossensaß, Brenner und Gries) und außerdem am Ausbau des Hafens von Triest.
Ab 1880 war er leitender Ingenieur beim Bau der Arlbergbahn. Wegen seiner Leistung beim Bau der Arlbergbahn wurde er 1885 als Edler von Montececon in den österreichischen Adelsstand erhoben.
Ceconi baute für sich und seine Familie in
Pielungo (Vito d’Asio) das Castello Ceconi, ein Schloss im neugotischen Stil.
Ceconi war viermal verheiratet. Von seiner dritten Frau ließ er sich scheiden, um seine Adelung durch den österreichischen Kaiser zu ermöglichen.

## Ehrungen
1885 wurde er in den österreichischen Adelsstand erhoben. Er war Commendatore des Orden der Krone von Italien und erhielt 1893 den italienischen Adelstitel Conte di Montececon.
Für seine Schulbauten, die er teils selbst finanzierte, wurde er 1895 vom Regio Ispettore Scolastico di Porde mit der Medaglia d’oro dei benemeriti ausgezeichnet.
Das 1951 in Udine eröffnete Istituto Professionale di Stato “Giacomo Ceconi” wurde nach ihm benannt.